# David Ogden Stiers
David Allen Ogden Stiers (født 31. oktober 1942, død 3. marts 2018) var en amerikansk skuespiller og musiker, bedst kendt for sin rolle som major Charles Emerson Winchester III i M*A*S*H.

## Filmografi
- 1985 - Hellere død end levende
- 1988 - Turist ved et tilfælde
- 1988 - En anden kvinde
- 1991 - Doc Hollywood
- 1992 - Skygger og tåge
- 1995 - Strids Brødre
- 1995 - Pocahontas (stemme)
- 1996 - Klokkeren fra Notre Dame (stemme)
- 1997 - Jungle 2 Jungle
- 2001 - Skorpionens forbandelse
- 2002 - Lilo & Stitch (stemme)
- 2005 - Sandheden om Rødhætte (stemme)
- 2011 - Sandheden om Rødhætte 2 (stemme)